# Швидкість (фільм, 1983)
«Швидкість» (рос. «Скорость») — радянський художній фільм, поставлений на Кіностудії «Ленфільм» у 1983 році режисером Дмитром Свєтозаровим за книгою Валерія Мусаханова про автогонки, гонщиків і автомобілі. Прем'єра фільму в СРСР відбулася в грудні 1983 року.

## Сюжет
Гриша Яковлєв весь свій вільний час віддає конструюванню саморобних гоночних автомобілів і участі в автогонках. Його талант помічає викладач автомобільного інституту Лагутін та запрошує до себе на роботу. Його відділ, в якому також працює лаборанткою студентка Кріста, яка займається проектуванням рекордного гоночного автомобіля на турбореактивних тязі, при випробуваннях прототипу якого недавно загинув брат Крісти. Кріста давно закохана в Лагутіна, і він нарешті відповідає їй взаємністю, але їх роман закінчується, ледь розпочавшись, через значну різницю у віці і різне ставлення до життя. Через цю сварку Кріста опиняється в ліжку Гриші, про що негайно шкодує. У день приймальних випробувань Гриша керує автомобілем і ставить всесоюзний рекорд швидкості. Але Кріста пориває з ним, а Лагутін виявляє, що Гриша схалтурив і не виправив серйозний дефект підвіски, з яким не можна взагалі було виходити на старт. Розчарований Гриша запускає несправний гоночний автомобіль і розбиває його, потрапивши до лікарні з серйозними травмами. Через рік Гриша закинувши навчання і автоспорт, працює механіком в автосервісі, куди його влаштував викладач Левко. Він добре заробляє — купив собі кооперативну квартиру, дорогі меблі і електроніку, але сумує за колишнім заняттям, хоча і заперечує це. Через аварію відділ Лагутіна закрили, а Кріста поїхала за розподілом в інше місто. Лагутін пропонує Гриші почати спочатку роботу над автомобілем, і, врешті-решт, він пориває з Левком і «фірмачами», і йде слідом за Лагутіним в невідомість.

## У ролях
- Олексій Баталов —  Ігор Володимирович Лагутін
- Дмитро Харатьян —  Гриша Яковлєв, молодий винахідник
- Мерле Тальвік —  Кріста Таммет
- Всеволод Шиловський —  Сергій Трохимович Левко
- Ангеліна Степанова —  Єлизавета Олексіївна, мати Лагутіна
- Баадур Цуладзе —  Гурам
- Геннадій Богачов —  приятель Сергія Левка
- Ольга Ваніна-Вікландт —  тітка Аня
- Микола Ващилін —  бандит, друг Гриші Яковлєва
- Валентина Єгоренкова —  Ніночка
- Ірина Коваленко —  «Кузьма», подруга Крісти
- Віра Ліпсток —  дама в ресторані
- Микола Фоменко —  Коля, студент в майстерні Лагутіна
- Микита Джигурда —  автогонщик ГАЗ-24
- Анатолій Сливников —  сержант міліції

## Знімальна група
- Сценарій — Марія Звєрєва. За мотивами повісті Валерій Мусаханов
- Постановка — Дмитра Свєтозаров
- Головний оператор — Сергій Астахов
- Головний художник — Юрій Пугач
- Звукооператори — Леонід Шумячер, Леонід Гавриченко
- Музика ансамблю «Машина часу»
- Композитори — Андрій Макаревич, Олександр Кутіков, Олександр Зайцев
- Текст пісень Андрій Макаревич
- Запис музики — Віктор Бабушкін
- Редактор — Олександр Безсмертний
- Головні консультанти:
  - Двічі Герой Радянського Союзу льотчик-космонавт СРСР Георгій Гречко
  - Заслужений майстер спорту Володимир Нікітін
- Режисер — Дмитро Генденштейн
- Монтаж — Ірина Горохівська
- Грим — Вадим Халаїмов
- Костюми — Галина Антипіна
- Постановник трюків — Дмитро Шулькін
- Комбіновані зйомки:
  - Оператор — Дмитро Желубовська
  - Художник — Віктор Оковитий
- Директор картини — Дмитро Гербачевський